# Алфредо дос Сантос
Алфредо Рамос дос Сантос, також відомий як Алфредо II (порт. Alfredo Ramos dos Santos, 1 січня 1920, Ріо-де-Жанейро — 23 жовтня 1997, там  само) — бразильський футболіст, що грав на позиції півзахисника за клуби «Васко да Гама» та «Фламенго», а також національну збірну Бразилії.
П'ятиразовий переможець Ліги Каріока. Переможець Клубного чемпіонату Південної Америки з футболу 1948. 

## Клубна кар'єра
У футболі дебютував 1937 року виступами за команду «Васко да Гама», в якій провів одинадцять сезонів. За цей час двічі виборював титул переможця Ліги Каріока, ставав переможцем Клубного чемпіонату Південної Америки з футболу 1948.
Протягом 1949 року захищав кольори команди клубу «Фламенго».
1949 року повернувся до клубу «Васко да Гама», за який відіграв 7 сезонів.  За цей час додав до переліку своїх трофеїв ще два титули переможця Ліги Каріока. Завершив професійну кар'єру футболіста виступами за команду «Васко да Гама» у 1956 році.

## Виступи за збірну
1945 року дебютував в офіційних матчах у складі національної збірної Бразилії. Протягом кар'єри у національній команді провів у її формі 1 матч, забивши 1 гол.
Був присутній в заявці збірної на Чемпіонату Південної Америки 1945 року у Чилі, де разом з командою здобув «срібло».
У складі збірної був учасником чемпіонату світу 1950 року у Бразилії, де разом з командою здобув «срібло», зігравши з Швейцарією (2-2).
Помер 23 жовтня 1997 року на 78-му році життя.

## Титули і досягнення
- Переможець Ліги Каріока (5):

«Васко да Гама»: 1945, 1947, 1949, 1950, 1952
- Переможець Клубного чемпіонату Південної Америки (1):

«Васко да Гама»: 1948
- Віце-чемпіон світу: 1950
- Срібний призер Чемпіонату Південної Америки: 1945, 1953